# Смирнов, Владимир Иванович (математик)
Влади́мир Ива́нович Смирно́в (29 мая (10 июня) 1887, Санкт-Петербург — 11 февраля 1974, Ленинград) — российский и советский математик, академик АН СССР. Герой Социалистического Труда. Лауреат Сталинской премии второй степени.

## Биография
Родился в семье Иоанна Николаевича Смирнова, протоиерея Лицейской церкви, в 1870—1900 годах преподававшего Закон Божий и гражданское право в Александровском лицее и имевшего при лицее квартиру. Некоторое время учился во Второй Санкт-Петербургской Гимназии. Будучи студентом Санкт-Петербургского университета в 1907—1909 годах, преподавал физику в Первой Санкт-Петербургской классической гимназии. Окончил университет в 1910 году, в 1915 году стал профессором и продолжал преподавательскую деятельность в университете до конца жизни. В 1912—1930 годах был профессором Петербургского (Ленинградского) института инженеров путей сообщения, в 1929—1935 годах работал в Сейсмологическом и Математическом институтах АН СССР. В 1920-х годах являлся заместителем председателя Правления Ленинградского физико-математического общества.
В августе 1941 г. В. И. Смирнов был эвакуирован в г. Пермь и зачислен с 8 августа на должность заведующего кафедрой теоретической механики Пермского университета. Однако в связи с отзывом Института математики и механики 16 сентября того же года В. И. Смирнов был отчислен с указанной должности. В годы Великой Отечественной войны, находясь в эвакуации, организовал в Елабужском филиале Ленинградского университета аэродинамическую группу, которая под его руководством выполнила ряд работ по оборонной тематике. В январе 1942 года была арестована группа профессоров физического и математико-механического факультетов по обвинению в том, что они якобы сговорились организовать «марионеточное, подчиненное гитлеровцам правительство России», в котором Смирнову была уготована роль председателя Совета министров.
Преподавал на математико-механическом и физическом факультетах ЛГУ. В 1931 году стал заместителем директора Научно-исследовательского института математики и механики ЛГУ по научной части, а с 1937 по 1952 год был директором этого института.
Основные труды по теории функций комплексного переменного: униформизация многозначных аналитических функций, исследование фуксовых групп и фуксовых функций, исследование полноты системы многочленов, ортогональных на спрямляемом замкнутом контуре, вопросы, связанные с предельными значениями аналитических функций. В ряде исследований (совместно с С. Л. Соболевым) Владимир Иванович Смирнов разработал новый метод решения некоторых задач теории распространения волн в упругих средах с плоскими границами. Изучил функционально-инвариантные решения линейных уравнений эллиптического типа с любым числом переменных.

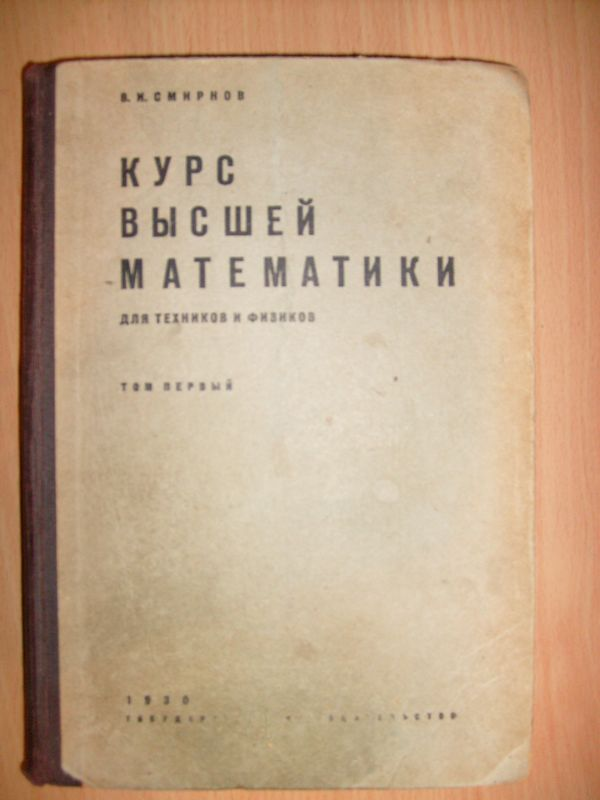
Одно из первых изданий первого тома курса Смирнова, 1930

Автор популярного «Курса высшей математики» (т. 1—5, 1924—1947), за который в 1948 году удостоен Сталинской премии второй степени. Известные ученики В. И. Смирнова: Г. М. Голузин, И. А. Лаппо-Данилевский, С. Л. Соболев.
В. И. Смирнов умер 11 февраля 1974 года в Ленинграде. Похоронен на Комаровском кладбище.

## Мировоззрение
В. И. Смирнов был верующим человеком: писатель Л. Пантелеев в своей книге «Верую», характеризуя своего друга писателя Е. Шварца, пишет, что Шварц

…с большим уважением рассказывал о людях богомольных, — например, о Владимире Ивановиче Смирнове, о нашем прославленном математике, академике, — о том, как тот каждую субботу ездит из Комарова в Никольский Морской собор ко всенощной.

Академик А. Д. Александров вспоминал:

Отец Владимира Ивановича… был священником, преподавателем Закона Божьего в Лицее, где когда-то учился Пушкин. <…> Из семьи он унаследовал обычаи и прочную православную веру… которую он, однако, не демонстрировал, а хранил в себе. Всю жизнь Владимир Иванович оставался верующим, и когда я как-то спросил его о вере, он спокойно и искренне ответил: «Я, знаете, верю попросту…». И можно думать, что в его характере, в его деятельности, во всем его облике проявлялась позиция глубокого христианина, вся жизнь которого оказывается преданным служением людям, нужному им делу, с доброжелательностью и высокой требовательностью…

### Семья
- Первый брак — Екатерина Николаевна Горбунова. Расстреляна в декабре 1920 года.
- Второй брак — Елена Прокофьевна Охлопкова, математик.
  - Сын — Никита Владимирович Смирнов (16.04.1935—01.12.2000)[6], кандидат физико-математических наук, окончил физический факультет ЛГУ (1958), работал сотрудником НИИ математики и механики ЛГУ (1958—1963), ассистент, старший преподаватель, доцент кафедры высшей математики и математической физики физического факультета ЛГУ имени А. А. Жданова (с 1964).
    - Внук — Владимир Никитич Смирнов (род. 14.05.1961), окончил кафедру общей физики № 1 (1984), кандидат физико-математических наук, работал на кафедре вычислительной физики физического факультета ЛГУ, затем предприниматель, коллекционер старинных кирпичей[7].

## Награды и звания

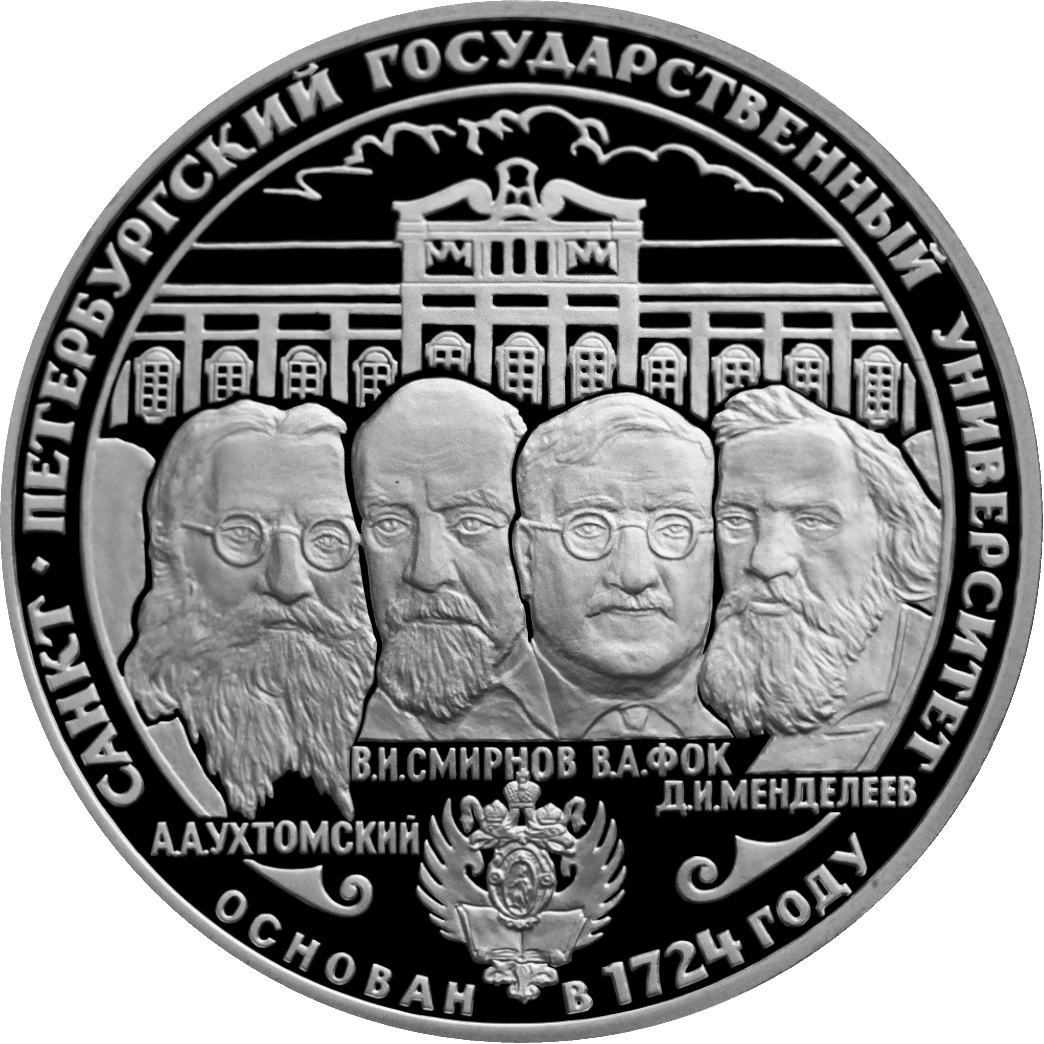
В. И. Смирнов на монете Банка России

- Герой Социалистического Труда (1967)
- четыре ордена Ленина (30.05.1947; 19.09.1953; 15.09.1961; 09.06.1967)
- два ордена Трудового Красного Знамени (21.02.1944, 10.06.1945)
- медали
- Сталинская премия второй степени (1948) — за научный труд «Курс высшей математики» в 5 томах (1947)

Член-корреспондент Академии наук СССР с 1932 года, доктор физико-математических наук с 1936 года, академик с 1943 года.

## Память
- Имя академика В. И. Смирнова присвоено НИИ математики и механики СПбГУ, а также аудитории физического факультета СПбГУ, в аудитории установлен портрет.
- Семинар имени В. И. Смирнова по математической физике (Санкт-Петербургское отделение Математического института имени В. А. Стеклова РАН)

## Адреса в Санкт-Петербурге
- Каменноостровский проспект, дом 21 (Александровский лицей) — место рождения и первых лет жизни.
- Гончарная улица, д. 18, кв. 3[8].
- Каменноостровский проспект, дом 25, кв. 44 — жил с 1952 года по 1974 год.